# Tezpur
Tezpur (tidligere Sonitpur; অসমীয়া: তেজপুৰ)  er en historisk by i delstaten Assam i det nordøstlige Indien. Den ligger ved floden Brahmaputra, 175 kilometer nordøst for Guwahati. Byen har 100.437(2011) indbyggere. Tezpur er hovedby i distriktet Sonitpur.